# الدوري الإكوادوري لكرة القدم 1974
الدوري الإكوادوري لكرة القدم 1974 (بالإسبانية: Campeonato Ecuatoriano de Fútbol 1974)‏ هو الموسم 16 من الدوري الإكوادوري لكرة القدم. أشرف على تنظيمه اتحاد الإكوادور لكرة القدم، وكان عدد الأندية المشاركة فيه 8، وفاز فيه ليجا دي كويتو.